# Высшее образование в Австрии
Высшее образование в Австрии трёхуровневое и длится от 3 до 9 лет.
Закон об университетском образовании 1966 года и Закон об университетах 1975 года заложили основу высшего образования. Федеральное министерство науки и исследований финансирует и контролирует университетское образование. 23 общественных и 11 частных университетов обладают высокой степенью свободы и предлагают широкий выбор образовательных программ. Обучение в университетах Австрии бесплатно. Но имеются и платные учебные заведения.
Крупнейшие университеты — Венский (старейший университет Австрии, основан в 1367 году), Грацский, Инсбрукский, Зальцбургский университеты.